# Konstancja Gładkowska

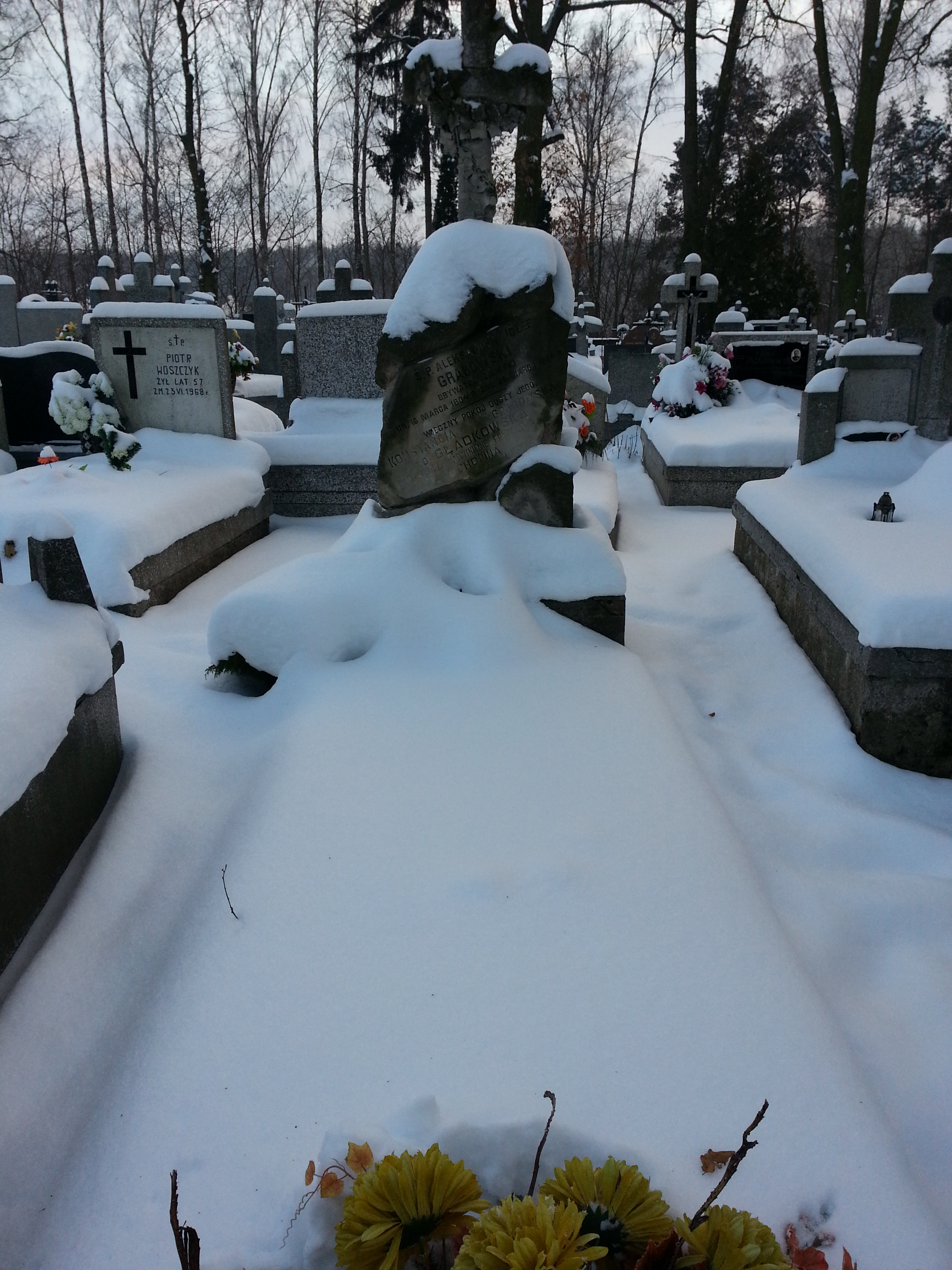
Grób Konstancji Gładkowskiej w Babsku

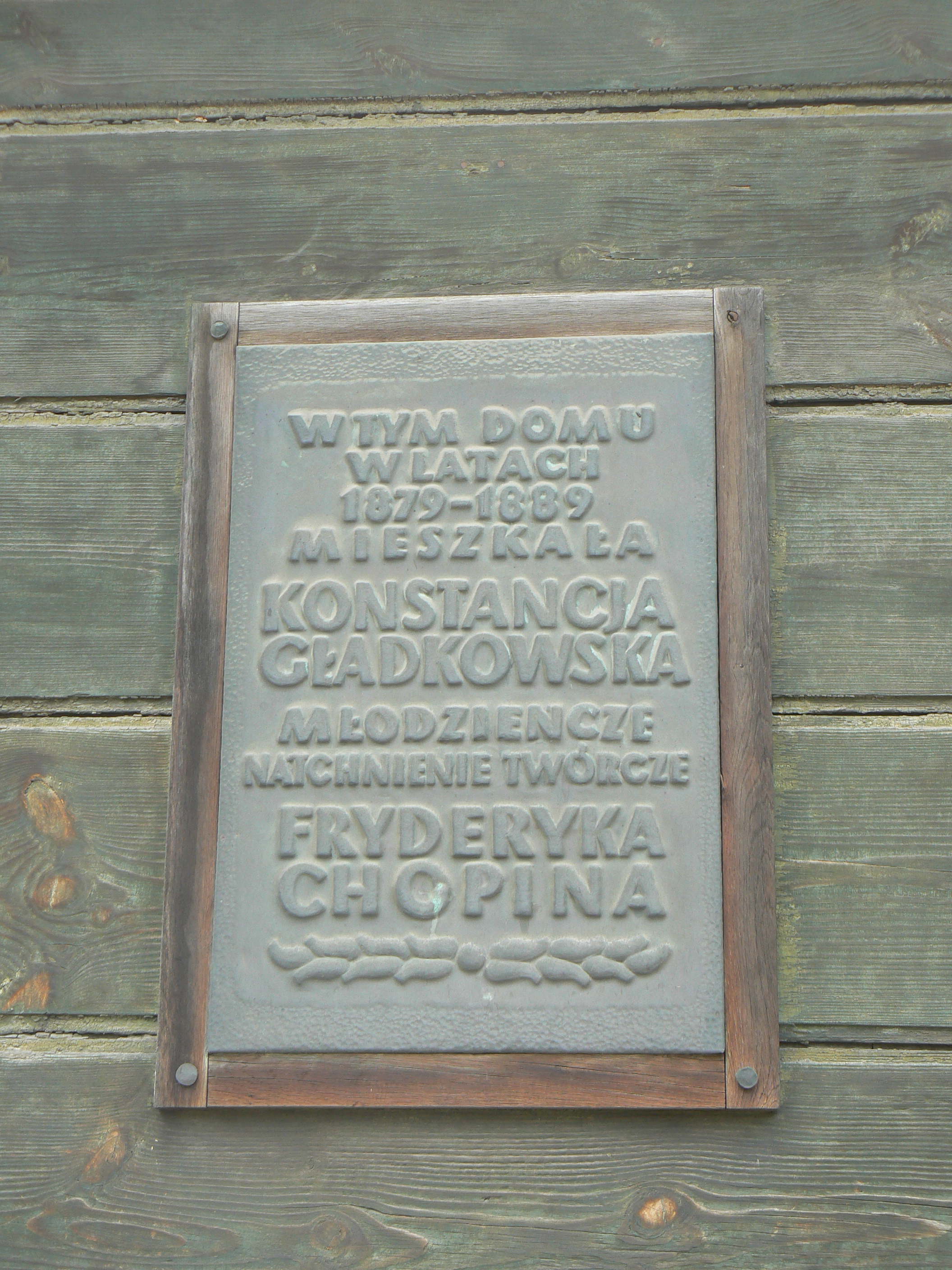
Tablica upamiętniająca Konstancję Gładkowską, umieszczona na Dworku Modrzewiowym w Skierniewicach

Konstancja Gładkowska, po mężu Grabowska (ur. 2 czerwca 1810 w Warszawie, zm. 20 grudnia 1889 w Skierniewicach) – polska śpiewaczka, młodzieńcza muza i pierwsza miłość Fryderyka Chopina.
Urodziła się 2 czerwca 1810 w Warszawie (podawane są często błędne daty 4 i 10 czerwca). Jej matką chrzestną była Konstancja Żwanowa, nieślubna córka Stanisława Augusta Poniatowskiego. Kształciła się w warszawskim konserwatorium. W 1829 podczas koncertu solistek uczelni poznała Fryderyka Chopina, dla którego stała się natchnieniem. Gdy jesienią 1830 Chopin wyjeżdżał z kraju, śpiewała na pożegnalnej uroczystości. Korespondencja między zakochanymi urwała się po roku. W 1832 poślubiła Józefa Grabowskiego i zamieszkała w majątku męża, w Raduczu koło Rawy Mazowieckiej. Małżeństwo układało się szczęśliwie. Para doczekała się pięciorga dzieci. W 1845 Konstancja Gładkowska straciła wzrok i mimo prób leczenia nigdy go nie odzyskała. W 1878 zmarł jej mąż. W 1879  przeniosła się do Skierniewic, mieszkała na ul. Floriana w Dworku Modrzewiowym i tam zmarła w 1889. Została pochowana na cmentarzu w Babsku.
W drewnianym dworku, w którym mieszkała, urządzona została Izba Historii Skierniewic, gdzie zgromadzono pamiątki po artystce.
W filmie Młodość Chopina (1951) w reżyserii Aleksandra Forda w roli Konstancji Gładkowskiej wystąpiła Aleksandra Śląska. 